# عبد الرحمن بن علقمة اللخمي
عبد الرحمن بن علقمة اللخمي هو قائد من قادة المسلمين في الأندلس في القرن الثاني الهجري (الثامن الميلادي) وصف بأنه «فارس الأندلس في عصره» تنويهًا لشجاعته، كان واليًا لأربونة.
بعد ثلاث سنوات من هزيمة المسلمين في معركة بلاط الشهداء، التي وقعت في رمضان 114 هـ (أكتوبر 732 م)، قاد عبد الرحمن بن علقمة الجيش الإسلامي لغزو مدينة آرل، فاستولى عليها سنة 117 هـ/735 م.
وفي سنة 736 م، تحالف ابن علقمة مع الدوق مرنطوس (أمير بروفَنس الطامح إلى استقلال منطقته عن الفرنج) وعبرا نهر الرون في جيش مشترك، واستوليا على مدينة أفينون رغم حصانتها، ثم اخترق المسلمون إقليم دوفينة، واستولوا على أوسيز وففييه وبَلَنص وفيين وليون وغيرها، وغزوا برغونية وحصلوا على غنائم لا تحصى.